# Aspidoscelis guttatus
Aspidoscelis guttatus (мексиканський батогохвіст) — вид ящірок родини теїдових (Teiidae). Ендемік Мексики.

## Підвиди
Виділяють три підвиди:
- Aspidoscelis guttatus flavilineatus ([Duellman & Wellman, 1960);
- Aspidoscelis guttatus guttatus (Wiegmann, 1834);
- Aspidoscelis guttatus immutabilis (Cope, 1878).

## Поширення і екологія
Мексиканські батогохвости поширені від перешийка Теуантепек на північ до північного Веракруса на східному узбережжі Мексики та до річки Бальсас на західному узбережжі. Вони живуть в тропічних листяних і вічнозелених лісах, трапляються в саванах, на прибережних дюнах, на ранчо і полях. Зустрічаються на висоті до 1200 м над рівнем моря.